# Чернь аргентинська
Чернь аргентинська (Netta peposaca) — вид водних птахів родини качкових (Anatidae). Поширений у Південній Америці.

## Поширення
Зустрічається в Аргентині, центральному Чилі, Парагваї, Уругваї та Південній Бразилії. Південні популяції з Аргентини мігрують на північ під час південної зими, досягаючи Бразилії та Південної Болівії.

## Опис
Загальна довжина тіла 49–56 см. Вага близько 1 кг. Обидві статі характеризуються помаранчевими ногами та сіро-коричневими кермовими перами. Дуже виражений статевий диморфізм. Дзьоб самця має на початку рожевий виступ; посередині також проходить рожева смужка, а решта біла. У нього жовті очі. Форма дзьоба самиці більш типова, без смуги посередині і з сірим залишком. У неї чорні очі. Обидві статі мають дзьоб із чорним кінчиком. Самець має чорні голову та груди з фіолетовими відтінками. Нижня сторона тіла, за винятком білого підхвістя, брудно-біла з ніжними чорними смугами. Верх тулуба темно-сірий з білими смугами. Білі махові пера з чорними кінчиками. Самиці з темно-коричневою верхньою частиною тіла, з білими плямами на шиї та дзьобі. В іншому випадку пера червонувато-коричневі, за винятком білого підхвістя.